# ‘Deed I Do
‘Deed I Do je singl kanadského zpěváka Matt Dusk a polské zpěvačky Margaret, který pochází z jejich společného jazzového alba stejného názvu. Singl byl vydán 23. října 2015. Kompozice je interpretací jazzového standardu „‘Deed I Do“.

## Videoklip
Oficiální videoklip byl zveřejněn na YouTube dne 11. prosince 2015. Režisérem videoklipu byla Olga Czyżykiewicz.

## Seznam skladeb
Digital download
1. „'Deed I Do“ — 6:11